# Internationaler Konferenzdolmetscherverband

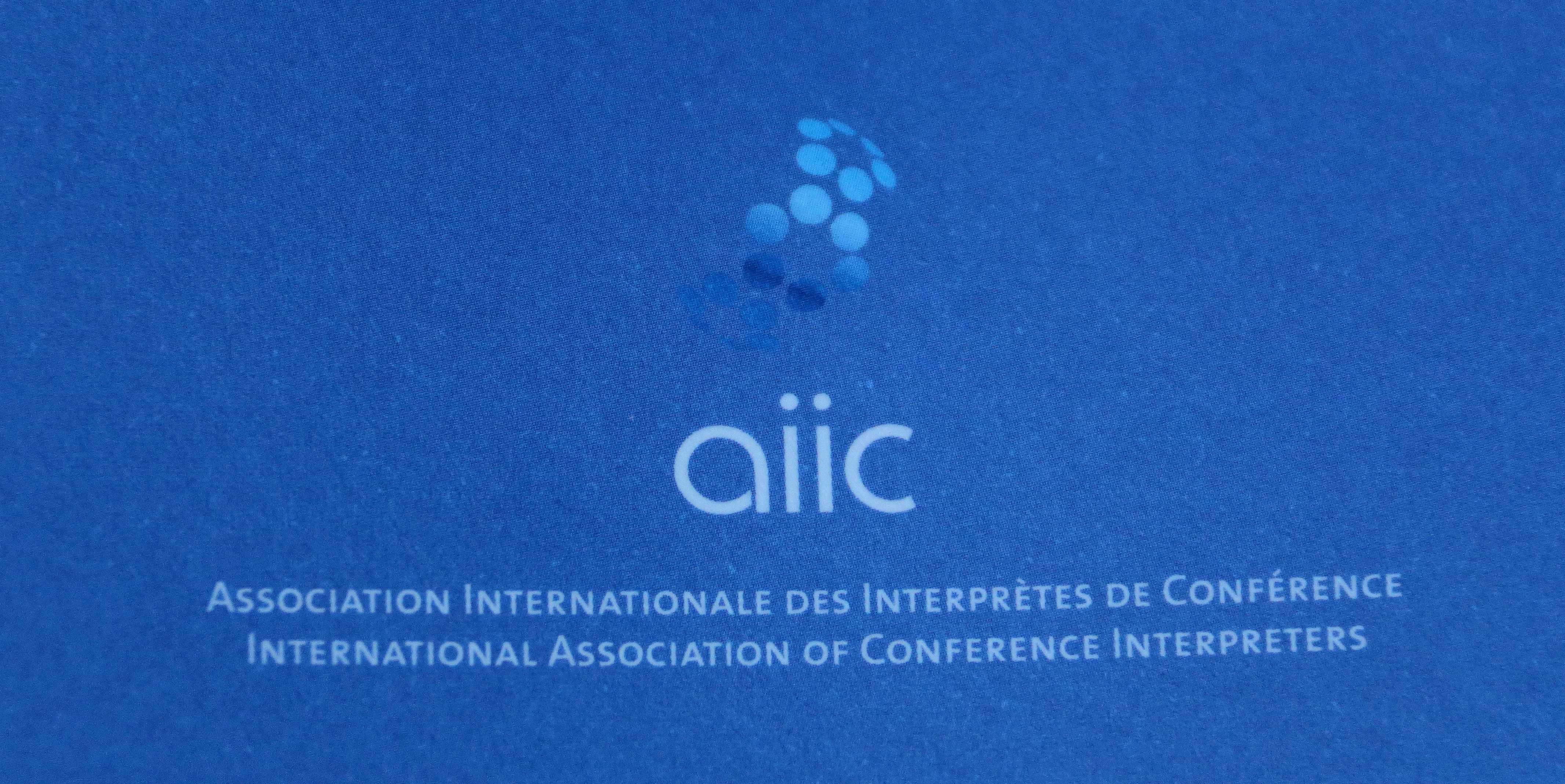
AIIC

Die International Association of Conference Interpreters (AIIC,  Internationaler Verband der Konferenzdolmetscher, frz. Association internationale des interprètes de conférence) mit Sitz in Genf ist ein internationaler Berufsverband für Konferenzdolmetscher. Er wurde 1953 gegründet und vertritt heute die Interessen von rund 3000 Konferenzdolmetschern in über 90 Ländern. Die Verbandsstruktur ist in so genannte Regionen aufgeteilt. Die Region Deutschland zählt über 300 Mitglieder.
Ein strenges Aufnahmeverfahren (Peer-Review- bzw. Patenprinzip) soll die Qualität des Dolmetschens – bei dem es um das gesprochene Wort geht im Gegensatz zum Übersetzen der schriftlichen Sprache – sowie eine professionelle Herangehensweise garantieren. Die Mitgliedschaft ist verbunden mit der Anerkennung der Regeln zur Berufsethik und der beruflichen Standards. Die Arbeitssprachen der Mitglieder werden wie folgt klassifiziert:
- A-Sprache = Muttersprache
- B-Sprache = Fremdsprache, aus der und in die das Mitglied dolmetscht
- C-Sprache = Das Mitglied dolmetscht aus dieser Sprache

Mitglieder dolmetschen unter anderem in der Wirtschaft und Politik, für die Medien und internationale Organisationen. So ist der Verband auch zentraler Ansprechpartner verschiedener Gremien (z. B. EU) und handelt die Arbeitsbedingungen für alle Dolmetscher, einschließlich Nichtmitglieder, aus.
Der Verband engagiert sich im Sinne professioneller Dolmetschleistungen für verträgliche Arbeitsbedingungen und strebt einen höheren Bekanntheitsgrad des Berufsbildes an, auch über Öffentlichkeitsarbeit. Weitere Aspekte des Berufs, mit denen sich der Verband befasst, sind zum Beispiel:
- Nachwuchsförderung
- Fortbildungsangebote
- Mitarbeit bei der Festlegung von Standards
- Neue Technologien in der Arbeitswelt des Dolmetschers
- Schutz des Weltsprachenerbes[2]

## Belege
1. ↑  Offizielle Website
2. ↑   Archivlink (Memento vom 28. August 2009 im Internet Archive)